# Aeroportul Kamusi
Aeroportul Kamusi (IATA: KUY, ICAO: AYKS) este un aeroport din Gulf Province⁠(d), Papua Noua Guinee.
aeroportul dispune de o singură pistă.